# برلمان فانواتو
برلمان فانواتو (بالإنجليزية: Parliament of Vanuatu)‏ هو الهيئة التشريعية في فانواتو، الذي تأسس في 1980م، ويتكون من 52 مقعداً.